# Фахад Аль-Гешеян
Фахад Аль-Гешеян (араб. فهد الغشيان; нар. 1 серпня 1973) — саудівський футболіст, що грав на позиції нападника.
Виступав, зокрема, за клуб «Аль-Аглі», а також національну збірну Саудівської Аравії, у складі якої був учасником чемпіонату світу 1994 року.

## Клубна кар'єра
У дорослому футболі дебютував 1993 року виступами за команду клубу «Аль-Аглі», в якій провів сім сезонів. Частину 1998 року захищав на умовах оренди кольори нідерландського АЗ, куди його запросив головний тренер Вім ван Ганегем, що до того працював з «Аль-Аглі». Таким чином Аль-Гешеян став першим саудівцем в європейському футболі, проте у Нідерландах надовго не затримався, осікльки попри технічну обдарованість не був готовий дотримуватися прийнятих в Європі стандартів спортивної дисципліни.
Завершив професійну ігрову кар'єру у клубі «Аль-Наср» (Ер-Ріяд), за команду якого виступав протягом 2000—2001 років.

## Виступи за збірні
1993 року залучався до складу молодіжної збірної Саудівської Аравії. На молодіжному рівні зіграв у 2 офіційних матчах.
1994 року дебютував в офіційних матчах у складі національної збірної Саудівської Аравії. Того ж року поїхав з командою на чемпіонат світу у США, де вона для багатьох неочікувано вийшла з групи та стала учасником плей-оф. Особисто Аль-Гешеян на стадії 1/8 фіналу став автором єдиного голу саудівців у грі проти збірної Швеції (1:3), якого утім виявилося недостатньо для подалання цієї стадії турніру.
Наступного року був учасником розіграшу Кубка конфедерацій 1995 року.
Загалом протягом кар'єри у національній команді, яка тривала 5 років, провів у формі головної команди країни 33 матчі, забивши 4 голи.

## Титули і досягнення
- Переможець Юнацького (U-19) кубка Азії: 1992